# Dům U Lichviců
Měšťanský dům, zvaný U Lichviců (někdy Lichvický, Lichvicův, Lichvicovský), v němž se nachází i restaurace Beseda, Muzeum piva a minipivovar, stojí samostatně, na významném místě severní strany Žižkova náměstí, v těsném sousedství pozdně gotického kostela Proměnění Páně, na území městské památkové rezervace v jihočeském městě Táboře (výnos MŠK čj. 36.568/61-V/2). Historické jádro Starého města bylo vyhlášeno národní kulturní památkou v roce 1962 (č. 251/1962 Sb.), jako v jediném městě v té době v ČSSR.
Stavba je středověkého původu, je významným dokladem původní gotické výstavby, zároveň jeho dominantní průčelí je dědictvím renesanční přestavby města. Objekt má také urbanistický význam.

## Popis

### Historie
Měšťanský dům s adresou Žižkovo nám., čp. 5/5 stojí na obdélníkovém pozemku p.č. 16, o výměře 533 m², a je situován na severní straně hlavního táborského náměstí, do roku 1878 nazývaného Ring – rynek.
První zmínky o gotickém domě „vedle chrámu“ jsou z roku 1438. Stavitelem byl mistr Staněk z Menšího města Pražského, ten byl také autorem sousedního kostela. V roce 1440 je vlastníkem domu Martin Lichvička (pak také Jan Lichvice, soukeník). Po velkém požáru v roce 1532, kdy ohni podlehla velká část domů v centrální části města, byla znovu-obnovena i tato stavba.Až do 16. století bylo základní stavební surovinou dřevo, a tak paradoxně ničivé požáry z let 1525–1559 pomohly dalšímu rozvoji města. Byly důvodem ke kamenné přestavbě, a často i k uplatnění nových architektonických prvků. Také původně gotický dům U Lichviců byl mezi léty 1537 až 1552 zásadně renesančně přestavěn, v této době vznikly jeho hlavní klenuté prostory. V interiéru se dochovala gotická síň, původně určená pro hosty, později byl dům ještě několikrát drobně upravován.
V polovině 16. století vznikly i rozlehlé třípatrové sklepy (dnes o rozloze 150 m²), svědčící o tom, že již tehdy Jan Lichvic (mimo prodeje sukna) "vedl várku piva", byl zde šenk piva a vína. V té době se v Táboře uvařilo ročně okolo 45 000 hektolitrů piva, právo várečné patřilo mnoha místním domům. V první polovině 16. století rodina vlastníků domu patřila k táborským radním.V majetku rodu Lichvicovského (Lichvického), "jemuž erb a predikát „z Lichvice“ udělen", zůstal dům až do roku 1569. Pak se střídali různí majitelé (např. i karmelitáni), dům chátral, až roku 1744 došlo k propadnutí části stropu v 1. poschodí. Roku 1777 karmelitáni dům prodali (královskému poštmistru Josefu Čížkovskému).
V 18. a na začátku 19. stol. bylo v domě v přízemí krajské hejtmanství, v patře se bydlelo. Po roce 1805 zde byl obecní úřad. V roce 1838 byla v domě zrušena kancelář krajského hejtmanství, následně byly místnosti pronajaty finančním úřadům. V polovině 19. století zde sídlil samosprávní úřad. V roce 1866 se část domu sesula. V letech 1866 -1901 provedeny stavební úpravy; v roce 1901 zřízeno nové okno a přemístěny některé příčky; v roce 1905 upraven vchod do krámu; v roce 1909 přistavěny záchody a nová pavlač; v roce 1914 opravena fasáda. V roce 1913 byla v domě také pražírna kávy (v místě dřívější obuvnické dílny), v letech 1922 - 1933 (v mázhausu) trafika. V letech 1925-1930 proběhla výměna oken a dveří; v roce 1933 rozsáhlejší rekonstrukční úpravy (pro hotelové účely), v letech 1966 – 1969 provedeny úpravy 1. sklepa (pro klub Svazu mládeže); v roce 1974 provedena rekonstrukce celého domu včetně fasády; v roce 1975 úpravy v podkroví; v roce 1994 opravena střecha; v roce 1996 opět fasáda.

Na přelomu 19. a 20. stol. dům vystřídal řadu majitelů, v roce 1933 jej koupil Jaroslav Teverný, hoteliér, a uvedl ho do původního stavu. Dřívější název „Formanka“ byl změněn na hotel „Beseda“.V sedmdesátých letech 20. st. měla v poschodí domu svoji místnost Měšťanská beseda. Byl zde i Klub přátel věd a umění (zřízen 1875), vedený ředitelem státního reálného gymnázia Václavem Křížkem. Probíhaly zde pravidelné sobotní "poučné" přednášky, vedené členy profesorského sboru. V přízemí domu byla hostinská místnost. V dalších místnostech měl knihtiskárnu, litografii a knihkupectví J. K. Frank. Bývala zde i redakce časopisů „Tábor“ a „Lužničan“.

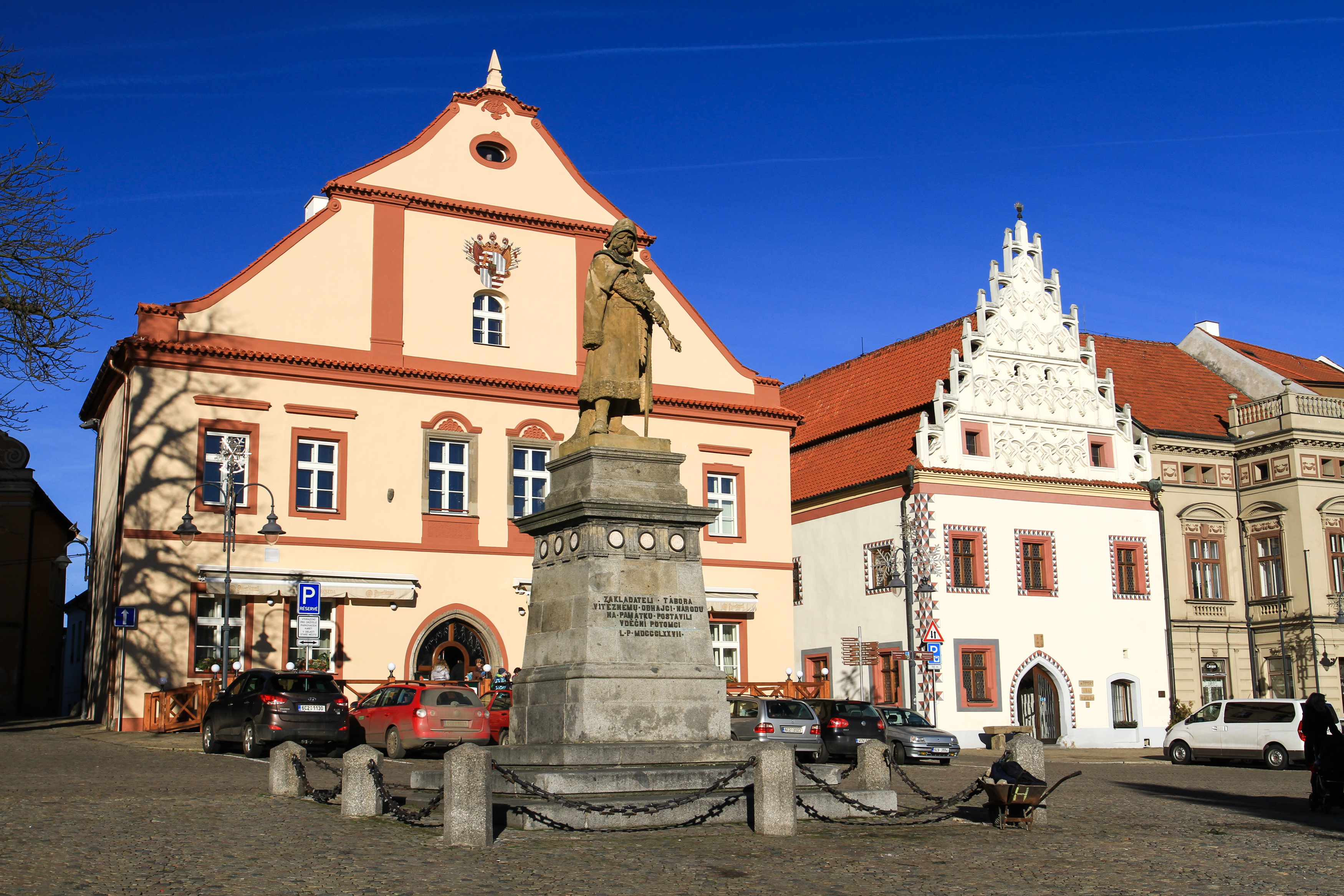
náměstí před domem, s pomníkem J. Žižky

### Architektura
Dům U Lichviců je jedním z mimořádně historicko-architektonicky významných objektů v Táboře. Má hodnotné vnitřní prostory i vnější architekturu, včetně sgrafitové výzdoby. Vnitřní řešení a klenutí svědčí o vysoce vyspělé odborné zdatnosti stavitele domu. Obdiv odborníků si vysloužila (díky svému zvláštnímu způsobu uspořádání a konstrukcí) i vazba krovu.
Samostatně stojící dům je jednopatrový, s šestiosým jižním průčelím, s dvojdílným štítem členěným dvěma pilastry, a končící segmentovou římsou. Západní boční průčelí je konkávně zalomené, v západním traktu při průčelí jsou tři pole křížové klenby s půlkruhovými čely, východní průčelí je šestiosé. Vstup je širokým hrotitým portálem, profilovaným obloukem a výžlabkem.
Dispozičně je stavba uspořádána ve třech hloubkových traktech, z nichž dva východní tvoří pozdně-gotlcké jádro domu.

V přízemí domu je řada klenutých prostor, vstupní síň je zaklenuta čtyřmi poli hřebínkové klenby na křížové osnově. Dvouúrovňová vstupní střední síň je zaklenuta výsečovou klenbou s výraznými hřebínky, které vytvářejí bohatou síť. Levý navazující prostor je valeně zaklenut s výsečemi s oválnými čely. Na síň směrem východním navazující místnost má neckovou klenbu, s výsečemi po celém obvodě, čela výsečí jsou polokruhová. Střední síň pokračuje dále do hloubky domu, směrem východním na ní navazuje prostor zaklenutý dvěma poli křížové klenby, jejíž východní pole je přerušeno. Střední prostor v navazujícím příčném traktu je klenutý síťovou klenbou s vysokými hřebínky, je předělen dodatečnou zdí a jeho původně navazující část je přičleněna k sousední místnosti, kde jsou dvě pole křížové klenby.

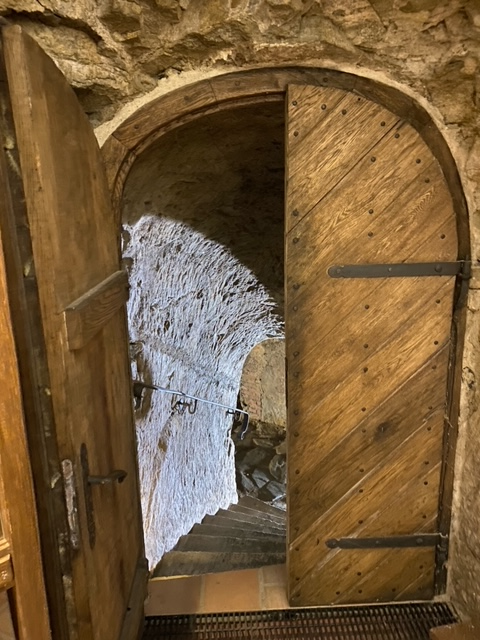
vstup do sklepních prostor

V prvním patře se opakuje základní dispozice přízemí. Významný je střed dispozice se dvěma klenutými prostory. Střední prostor je klenut výsečovou klenbou s vysokými hřebínky. Pozdně gotickým portálem, s přetínanými oblými pruty, se prochází do čtvercové místnosti s bohatou hvězdicovou klenbou, opět s vysokými hřebínky.
Při jihovýchodním nároží necková klenba s  výsečemi, další dvě prostory východního traktu s křížovými klenbami. Místnost při dvorní obvodní zdi uprostřed má síťovou klenbu s hřebínky. Nad ní v patře je prostora s hřebínkovou hvězdicovou klenbou, k níž uprostřed přiléhá zbytek síně s křížově-hřebínkovou klenbou a pozdněgotickým portálkem. Při dvorním nároží je předělená prostora, přidaný dvorní trakt je převážně plochostropý. Ve střední prostoře je novodobé schodiště (po roce 1950).
Významné jsou i několika úrovňové sklepní prostory. Hlavní sklepní prostor, přístupný ze Špitálské ulice, je dvouúrovňový, je klenut dvěma valenými klenbami do středních oblouků, ty jsou neseny dvěma mohutnými středními kamennými pilíři kruhového průřezu.

### Současnost
V současné době je dům využíván pro účely Střediska praktického vyučování - učební obor kuchař, číšník. V přízemí domu, v tzv. mázhausu, je restaurace Beseda, v patře jsou umístěny provozní kanceláře. Prostory v podkroví jsou pronajaty a jsou zde také kancelářské prostory. 

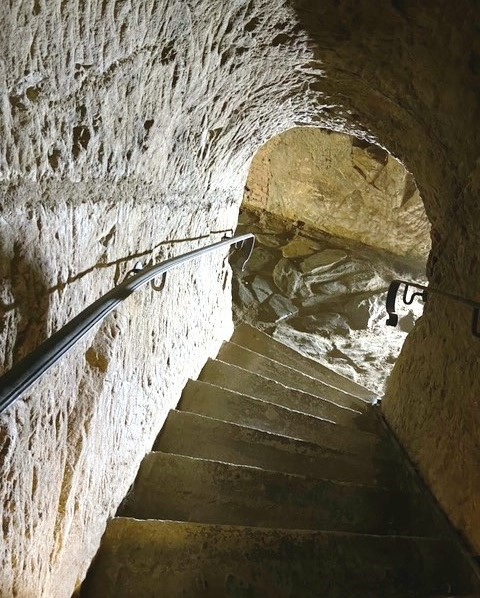
schody do sklepení

Historická sklepení byla zrekonstruována a je v nich nová expozice historie pivovarnictví. Projekt, který propojil prohlídku táborských chodeb a sklepů s Muzeem pivovarnictví (2015), byl podpořen EU. V muzeu se pořádají také výstavy, např. Parkán club Tábor (sběratelů pivovarských suvenýrů) si připomněl 25 let od svého založení výstavou s názvem „Pivní suvenýry" (2017).V roce 2018 byl ve sklepení instalován minipivovar, kde se dvakrát až třikrát do týdne vaří pivo, např. polotmavá dvanáctka Lichvice, nazvaná dle jednoho z původních majitelů středověkého domu.  Město husitů, které má bohatou pivovarnickou tradicí, se tak vrátilo na mapu pivovarů České republiky.  V historických prostorách 1. patra budovy byla otevřena nová cukrárna (2019).

### Zajímavosti
- Zmínka z roku 1577, že "před domem Lichvicovským knihař Řehoř z Prahy knihy prodával" je dokladem o prvním (pojízdném) knihkupectví v Táboře.[7]
- Erb na průčelí patří jedněm z majitelů, rodu rytířů Myslíků z Hiršova.[6]
- V roce 1810 byla na dům osazena městská lucerna.[10]
- Již v 19. století v restauraci probíhala, mimo občerstvení, i skvělá zábava, o níž se starali tzv. „formankáři“ (odvozeno od modelu formanského vozu v hostinské místnosti).[8]
- Legenda říká, že v noci hostinec navštěvují (za účelem odpočinku, občerstvení a vzpomínek) historické osobnosti, včetně rytíře (Roland) z táborské kašny. Prý stačí připomenout pouze tento verš: „Číšníci chvátají od stolu ke stolu – běhají z kuchyně po schodech nahoru – ze skalních sklepů nápojem slouží – všem, kteří svlažit hrdla svá touží.“[18]
- Co do estetiky, kvality, čistoty i obsluhy byla Beseda jednou z nejlepších restaurací ve městě. Každý pátek a sobotu hrál u vchodu Bohouš Pejša na buben. Říkalo se mu Holohlavý ďábel. Manželka ho doprovázela na harmoniku.[19]
- Beseda (chvíli také Šenkovní dům u Lichviců) měla svou specialitu - ďábelskou topinku, tzv. Žižkův hněv. Jednalo se o topinku se třemi druhy masa, přebalenou ve vajíčku, a psali o ní prý až v rakouských novinách.[19]
- Existoval zde i stůl sedmilhářů, stál blízko výčepu. Scházeli se u něj hosté, pověstní kanadskými žertíky.[19]

### Kulturní památka
Stavba je vedena jako nemovitá kulturní památka, rejst. č. ÚSKP 45060/3-4533. Vlastníkem stavby je Jihočeský kraj, právo hospodaření s majetkem má Střední škola obchodu, služeb a řemesel. která zde v současnosti provozuje odloučené pracoviště pro praktické vyučování. Stavem kulturních památek a kontrolou jejich užívání se zabývá odbor rozvoje MÚ Tábor, který také zajišťuje státní správu na úseku památkové péče a řeší většinu otázek, týkajících se památek i památkově chráněného území.Město Tábor je také od roku 1993 aktivně zapojeno do Programu regenerace městských památkových rezervací (MPR) a městských památkových zón (MPZ).

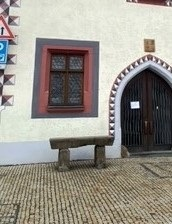
kamenný stolec

V sousedství domu (u čp. 6) najdeme na původním místě jeden ze souboru tří památkově chráněných kamenných stolců (ÚSKP 18566/3-4526).
Současnost se v Táboře prolíná s minulostí, s historickou atmosférou jeho ulic a domů, včetně staveb, jakými je např. dům U Lichviců. I proto je město označováno za jedno z nejmalebnějších měst v České republice.

## Táborská síť sklepení
V celém městě je rozsáhlá síť sklepů z 15. a 16. stol.(tzv. „lochů“), vyhloubených ve skalním podloží, někdy v hloubce až 16 metrů. Řadí se mezi technické památky pozdního středověku. Některé z nich byly postupně propojeny a vytvořily jakýsi podzemní labyrint, dnes dlouhý cca 800 metrů, poprvé zpřístupněný veřejnosti v roce 1937 (tehdy šlo o prohlídku několika samostatných sklepů). Stávající prohlídková trasa Husitského muzea vznikala až po 2. světové válce, končila v domě U Lichviců (do cca devadesátých let, pak byla trasa zkrácena a vychází se už pod sousedním domem - Ctiborův dům). Dříve sklepy plnily funkci skladovací (potravin i majetku) a obrannou (nepřítel i požáry).
Na náměstí, před domem čp. 22, je vyskládán v dlažbě jeho půdorys s prohlídkovou trasou středověkým podzemím.